# جويل روبلز
جويل روبلز بلازكيز (بالإسبانية: Joel Robles Blázquez)‏ (مواليد 17 يونيو 1990 في خيتافي - إسبانيا) لاعب كرة قدم إسباني في مركز حارس مرمى. سبق أن لعب مع نادي إيفرتون ونادي القادسية السعودي.

## وصلات خارجية
- جويل روبلز على موقع قاعدة بيانات كرة القدم.إي يو (الإنجليزية)
- جويل روبلز على موقع Soccerbase.com (لاعب) (الإنجليزية)
- جويل روبلز على موقع Soccerway.com (الإنجليزية)
- جويل روبلز على موقع عالم كرة القدم.نت (الإنجليزية)
- جويل روبلز على موقع أوليمبيديا (الإنجليزية)